# Bergen-Belsen

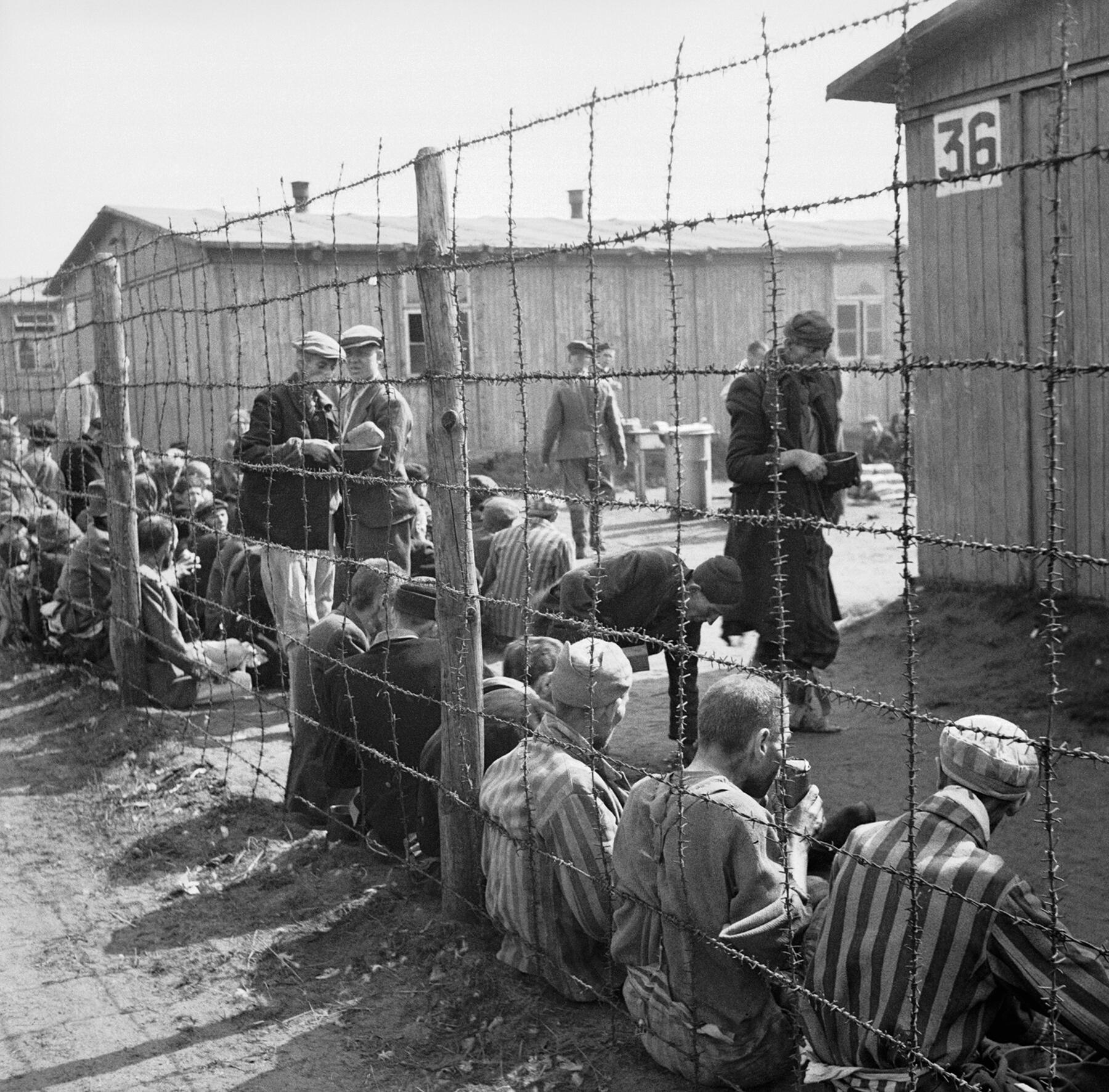
Bergen-Belsen vid befrielsen i april 1945.

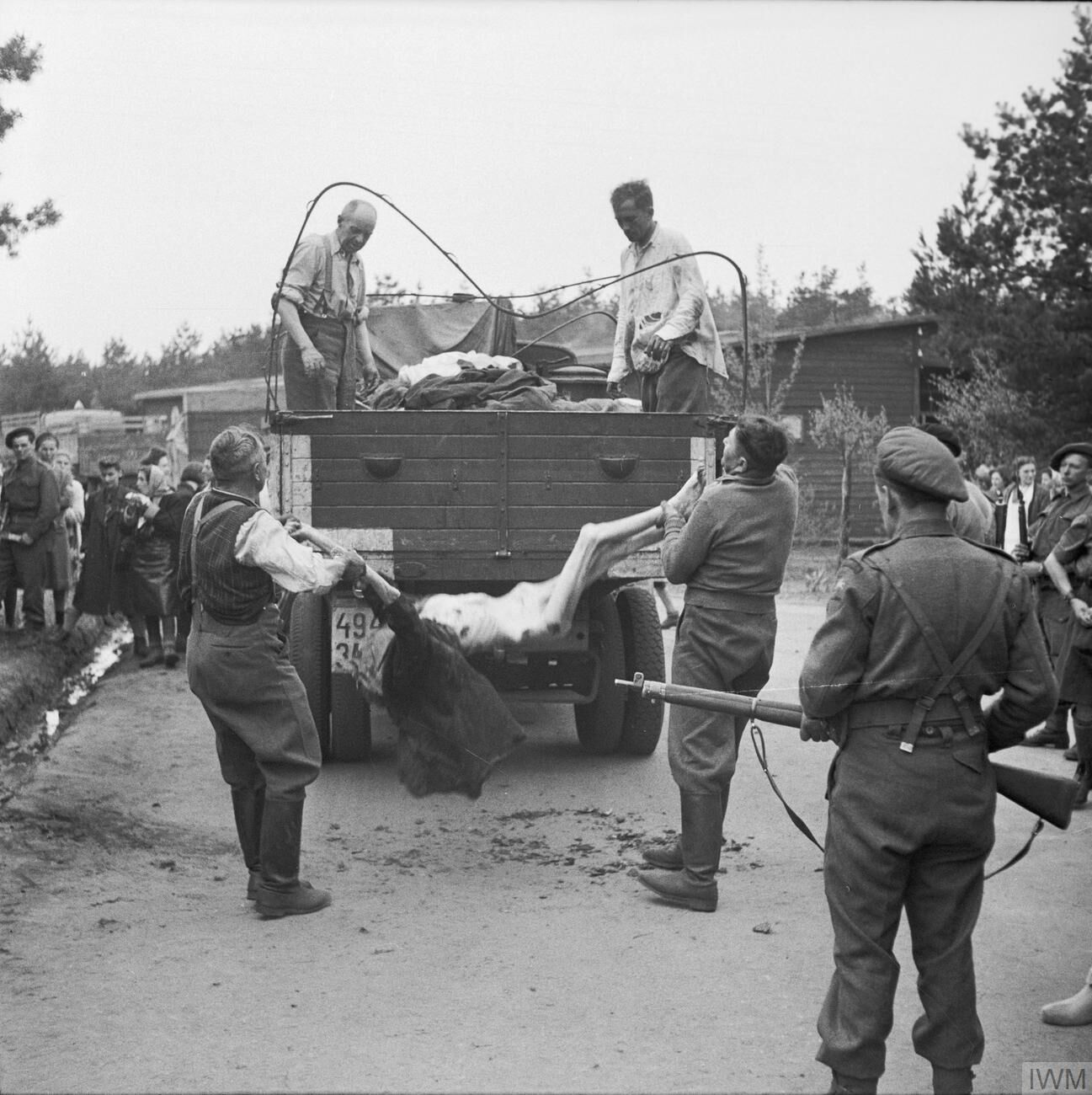
SS-personal, övervakade av brittiska soldater, lastar en lastbil med kroppar som ska begravas. April 1945.

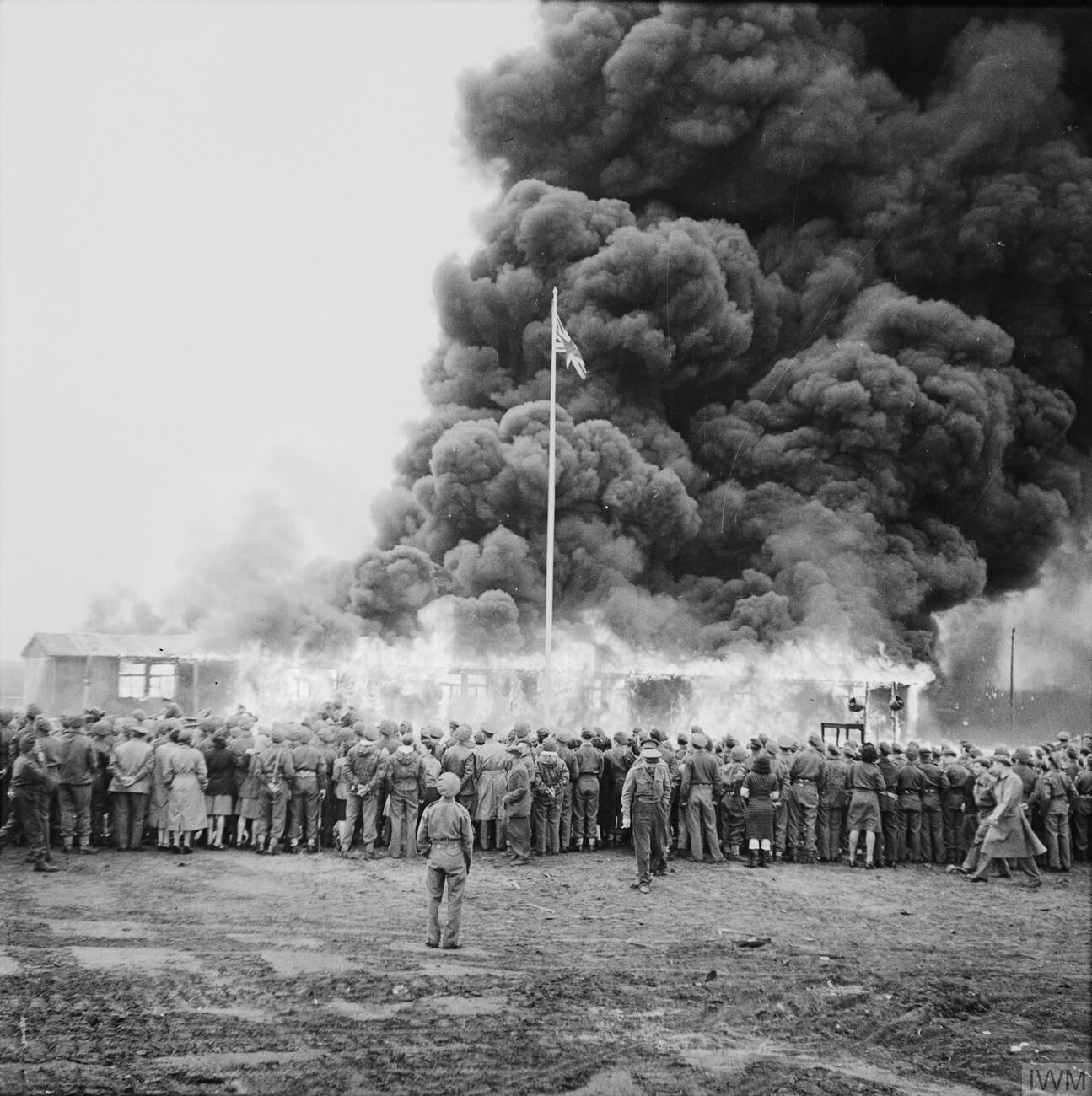
En fångbarack eldas upp av britterna, maj 1945

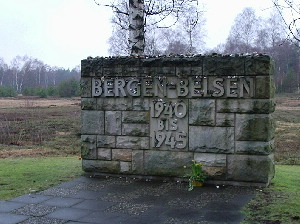
Ingången till Bergen-Belsen 2004.

Bergen-Belsen, emellanåt kallat Belsen, var ett koncentrations- och krigsfångeläger i det nazistiska Tyskland, nära staden Celle. Det var ursprungligen, från 1940, ett krigsfångeläger och blev delvis koncentrationsläger 1943 och som slutligen befriades av brittiska styrkor i april 1945. Under sommaren och hösten 1945 blev närliggande tyska militärkaserner ett så kallat ”displaced persons camp”. Bergen-Belsen var beläget i Niedersachsen, sydväst om staden Bergen nära Celle. Över 70 000 människor dog i Bergen-Belsen, bland dem Anne Frank och hennes syster Margot, vilka avled i februari–mars 1945.

## Historia

### Krigsfångeläger
Bergen-Belsen upprättades 1940 av Wehrmacht (tyska armén) som ett läger för krigsfångar, framförallt för franska och belgiska soldater. Efter Tysklands angrepp på Sovjet 1941 deporterades 21 000 sovjetiska krigsfångar till lägret, under det följande året avled 14 000 av dem. Efter Warszawaupproret 1944 internerades även medlemmar av den polska hemarmén. Krigsfångelägret, med beteckningen Stalag XI C, genomgick flera omstruktureringar under kriget och var verksamt till krigsslutet.

### Koncentrationsläger
År 1943 övertog SS en sektion av Bergen-Belsen där man lät internera judar. I och med SS:s övertagande blev sektionen en del av nazisternas stora nätverk av koncentrationsläger. I Bergen-Belsen fanns judar från nästan hela Europa: Tyskland, Polen, Spanien, Portugal,  Holland, Frankrike, Jugoslavien, Albanien, Ungern  samt från Turkiet. Fler lägersektioner skapades 1943/44 när SS började internera andra grupper av fångar i lägret, bland annat upprättades ett koncentrationsläger för kvinnor. Det fanns inga gaskammare i Bergen-Belsen – den stora mängden massmord ägde rum i lägren längre österut – men likväl mördades här judar, homosexuella, Jehovas vittnen, ”asociala”, romer och krigsfångar genom tortyr och undernäring. Under 1944 började nazisterna sända hit sjuka och icke arbetsföra fångar från andra läger, varav de flesta dog efter en kortare tid. I början av 1945 kom tusentals judar som gått i så kallade dödsmarscher eller transporterats med godståg från lägren Auschwitz och Gross-Rosen, när tyskarna evakuerade dessa läger på grund av den annalkande ryska armén. Följden blev enorm överbeläggning och ytterligare försämring av förhållandena. I juni 1944 var det omkring 7 300 fångar i lägret, i april 1945 hade antalet stigit till 60 000. Tiotusentals dog av sjukdomar och svält.

### Befrielsen
De brittiska trupperna kom till Bergen-Belsen den 15 april 1945. De möttes av tusentals svältfödda lägerfångar och mängder av lik.Trots de massgravar som SS låtit gräva fann de brittiska trupperna tusentals obegravda kroppar av döda människor i lägret och närliggande godståg. Britterna avväpnade och arresterade lägrets SS-personal och befriade 53 000 fångar. SS-personalen sattes sedan att flytta liken i lägerområdet till massgravar där de omkring 20 000 döda begravdes. Brittiska armén förde tyska civilpersoner och offentliga tjänstemän till lägret så att de med egna ögon kunde se den morbida konsekvensen av den nazistiska ideologin. Bergen-Belsens fångbaracker jämnades med marken efter befrielsen på grund av epidemirisken orsakad av tyfus och löss. I april–maj inrättade britterna ett nödsjukhus i närbelägna tyska militärkaserner. Under de två första månaderna efter befrielsen avled 14 000 före detta fångar i sviterna av sjukdom och undernäring. 
Omkring 52 000 män, kvinnor och barn, samt 19 700 krigsfångar dog i Bergen-Belsen. 

### ”Displaced persons camp”
Sjukhuset i militärkasernerna övergick under sommaren-hösten till att bli ett läger för "displaced persons" (ungefär: hemlösa personer). De flesta återvände efter kort tid till sina hemländer, men många, framförallt judar och polacker, blev kvar. Lägret delades nu upp i en polsk och en judisk sektion med 10 000 respektive 12 000 före detta lägerfångar. Bergen-Belsen var det största  lägret i Tyskland för hemlösa judar som överlevt Förintelsen. Lägret stängdes 1950. 
På platsen för Bergen-Belsens läger finns idag ett monument, en minnespark och ett museum. 

## Belsenrättegången 1945

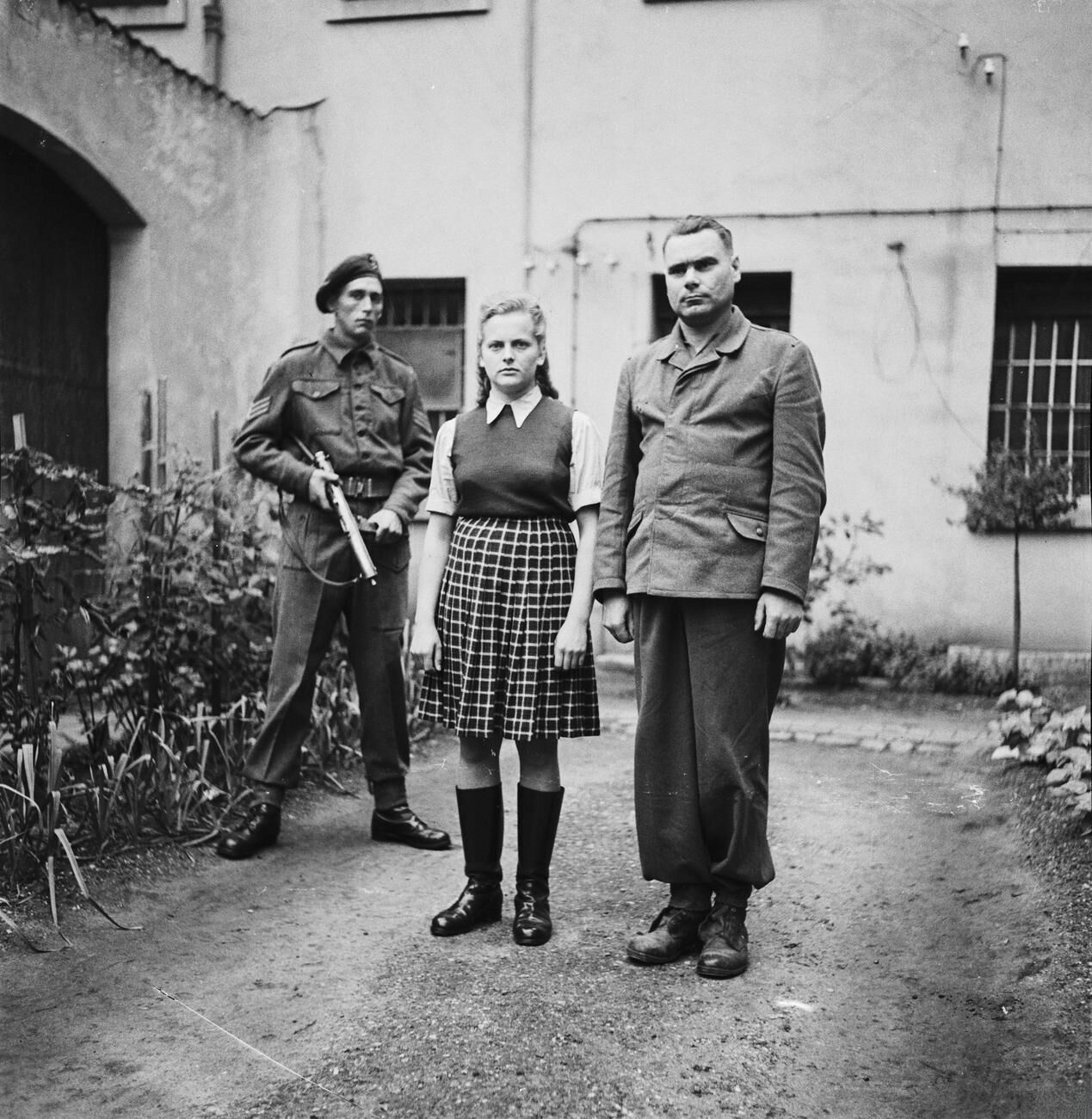
Lägervakten Irma Grese och kommendanten Josef Kramer i fångenskap augusti 1945. Båda fick vid rättegången dödsdomar och avrättades den 13 december samma år.

Den första rättegången mot lägrets SS-personal hölls inför en engelsk militärdomstol under hösten 1945. Bland de åtalade fanns lägrets kommendant Josef Kramer samt 43 personer ur SS:s personal, både kvinnor och män.  Av dessa dömdes 11 till döden. Lägerkommendanten Kramer, chefen för den kvinnliga vaktstyrkan Elisabeth Volkenrath, lägerläkaren Fritz Klein och de andra med dödsdomar avrättades den 13 december 1945. Av de återstående anklagade släpptes 14 personer och de övriga dömdes till fängelsestraff på mellan ett och femton år. Ytterligare nio personer ur lägerpersonalen ställdes inför rätta 1946 och 1948. 

## Lägerpersonal i urval
- Adolf Haas, kommendant 1943–1944
- Josef Kramer, kommendant 1944–1945
- Franz Xaver Trenkle, Schutzhaftlagerführer, kommendantens adjutant
- Franz Hössler, ställföreträdande kommendant i april 1945
- Fritz Klein, SS-läkare
- Irma Grese, lägervakt
- Elisabeth Volkenrath, lägervakt
- Juana Bormann, lägervakt
- Anneliese Kohlmann, lägervakt

## Dokumentation
De brittiska trupperna som kom till lägret gjorde en omfattande fotodokumentation både på stillbild och på film. Bilderna som sedan spreds chockerade en hel värld. I dokumentären Night Will Fall från 2014 berättas om hur detta filmmaterial från 1945 kom till och sedan användes.

### Filmer om Bergen-Belsen
- 2014 Night Will Fall, dokumentär av André Singer; Angel TV, British Film Institute m.fl.
- 2014 German Concentration Camps Factual Survey, Brittiska filminstitutets renoverade originalversion av Alfred Hitchcocks dokumentärfilm från 1945. Premiärvisades vid London Film Festival hösten 2014.[9] (filmen omtalas i Night Will Fall).
- 2007 The Relief of Belsen, spelfilm av Justin Hardy; Hardy Pictures UK.
- 1998 The Angel of Bergen-Belsen, TV-film av Ken Goldstein; Steel Blue Networks USA.
- 1985 Memory of the Camps var namnet på en ofullbordad version av Alfred Hitchcocks dokumentärfilm som visades på några filmfestivaler och sändes i den amerikanska TV-stationen PBS.[8]
- 1945 Death Mills, kort dokumentär av Billy Wilder; U.S. Department of War Information (filmen omtalas i Night Will Fall)
- 1945 En dokumentär av Alfred Hitchcock baserad på de allierades filmmaterial och producerad för British Ministry of Information 1945 blev inte distribuerad. Brittiska filminstitutet renoverade originalfilmen 2014 och gav den namnet German Concentration Camps Factual Survey. (Filmen omtalas i Night Will Fall.)